# Filosofia e literatura

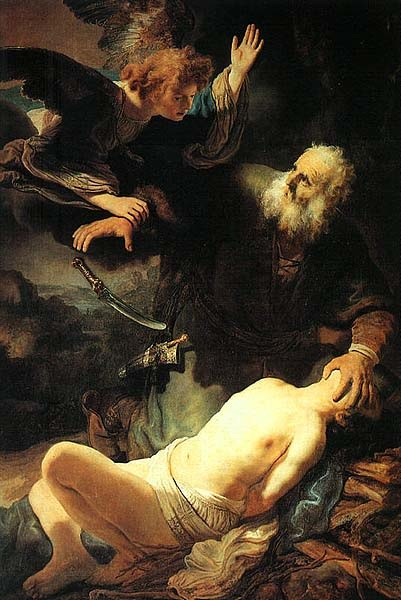
A estória de Abraão e Isaque foi usada por Søren Kierkegaard para ensinar conceitos filosóficos

A filosofia e a literatura envolve o tratamento literário de filósofos e temas filosóficos (a literatura da filosofia), e com o tratamento filosófico de questões levantadas pela literatura (a filosofia da literatura).

## Filosofia da literatura
Estritamente falando, a filosofia da literatura é um ramo da estética, o ramo da filosofia que trata da questão, "o que é arte?". Muito da filosofia estética tradicionalmente se concentrou nas artes plásticas ou na música, no entanto, à custa das artes verbais. Na verdade, muita discussão tradicional da filosofia estética busca estabelecer critérios de qualidade artística indiferentes ao assunto que está sendo representado. Uma vez que todas as obras literárias, quase que definidas, contêm conteúdo nocional, as teorias estéticas que dependem de qualidades puramente formais tendem a ignorar a literatura.
A própria existência da narrativa levanta questões filosóficas. Na narrativa, um criador pode encarnar, e os leitores podem ser levados a imaginar, personagens de ficção e até criaturas ou tecnologias fantásticas. A capacidade da mente humana de imaginar, e até mesmo experimentar empatia, esses personagens de ficção revelam coisas sobre a natureza da mente humana. Algumas ficções podem ser pensadas como uma espécie de experiência de pensamento em ética: descreve personagens de ficção, seus motivos, suas ações e as conseqüências de suas ações. É nesta luz que alguns filósofos escolheram várias formas narrativas para ensinar sua filosofia.